# محطة قطار بوغزول
محطة بوغزول هي محطة قطار في الجزائرية تقع على أراضي بلدية بوغزول في ولاية مدية.

## التموقع في السكة الحديدية
تقع المحطة على ارتفاع  652 متر فوق مستوى سطح البحر، عند نقطة الكيلومترية (PK) 132 من خط تيسمسلت إلى المسيلة [الفرنسية] حيث تُقدم من محطة الشهبونية وتتبعها من محطة البيرين. كما تقع على خط  بوغزول – الأغواط، حيث تكون نقطة بداية ((PK) 0 للخط) وتتبعها من محطة عين وسارة.

## تاريخها
تم إدخال المحطة في الخدمة في 26 ديسمبر 2022 عند افتتاح خط تيسيمسيلت إلى المسيلة.

## خدمة المسافرين

### خدمات
يُخدم محطة بوغزول بالقطارات الإقليمية من: 
- برج بوعريرج - تيسمسيلت[4]
- (بوغزول – الأغواط.

كما أنها محطة للسلع.

## المعرض

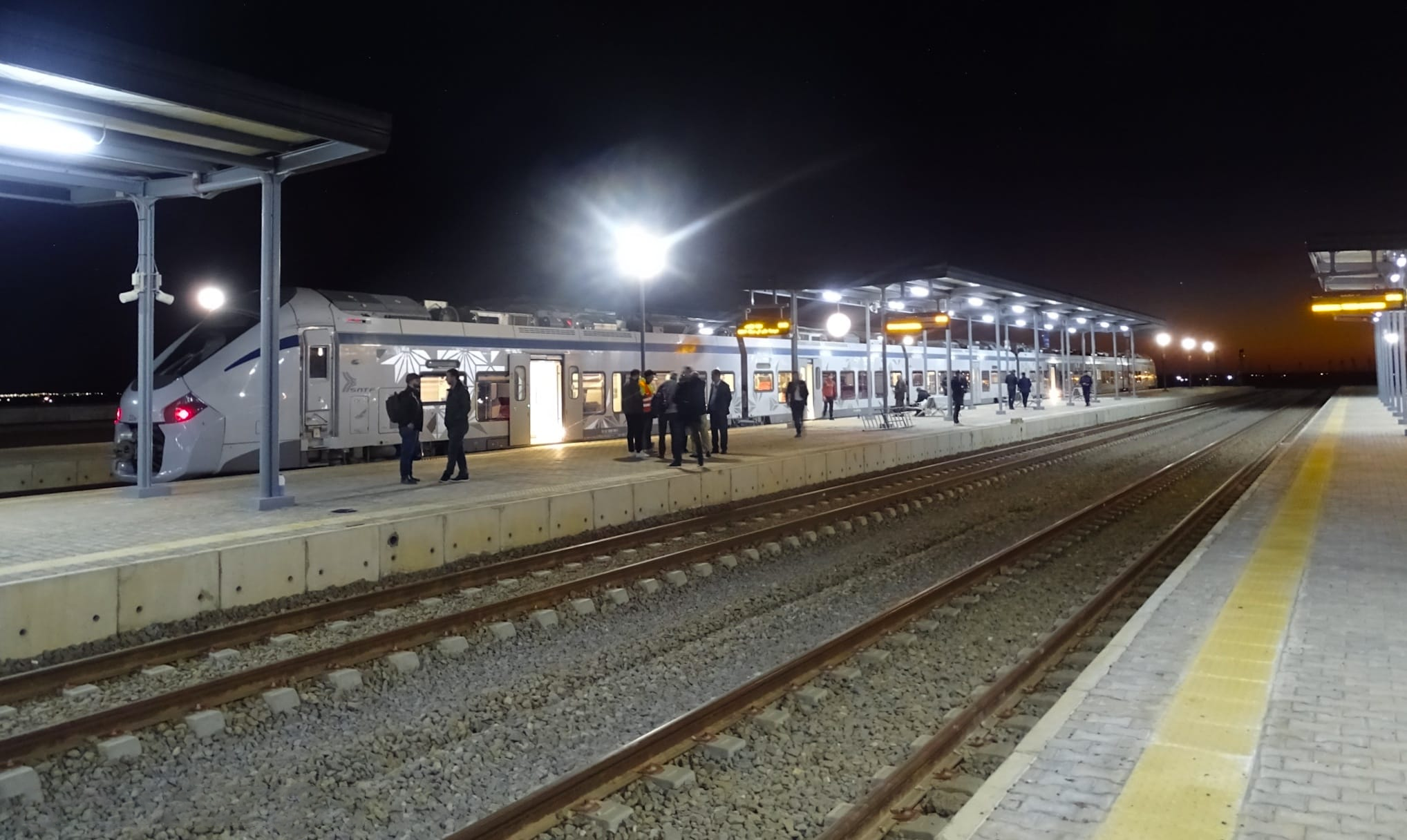
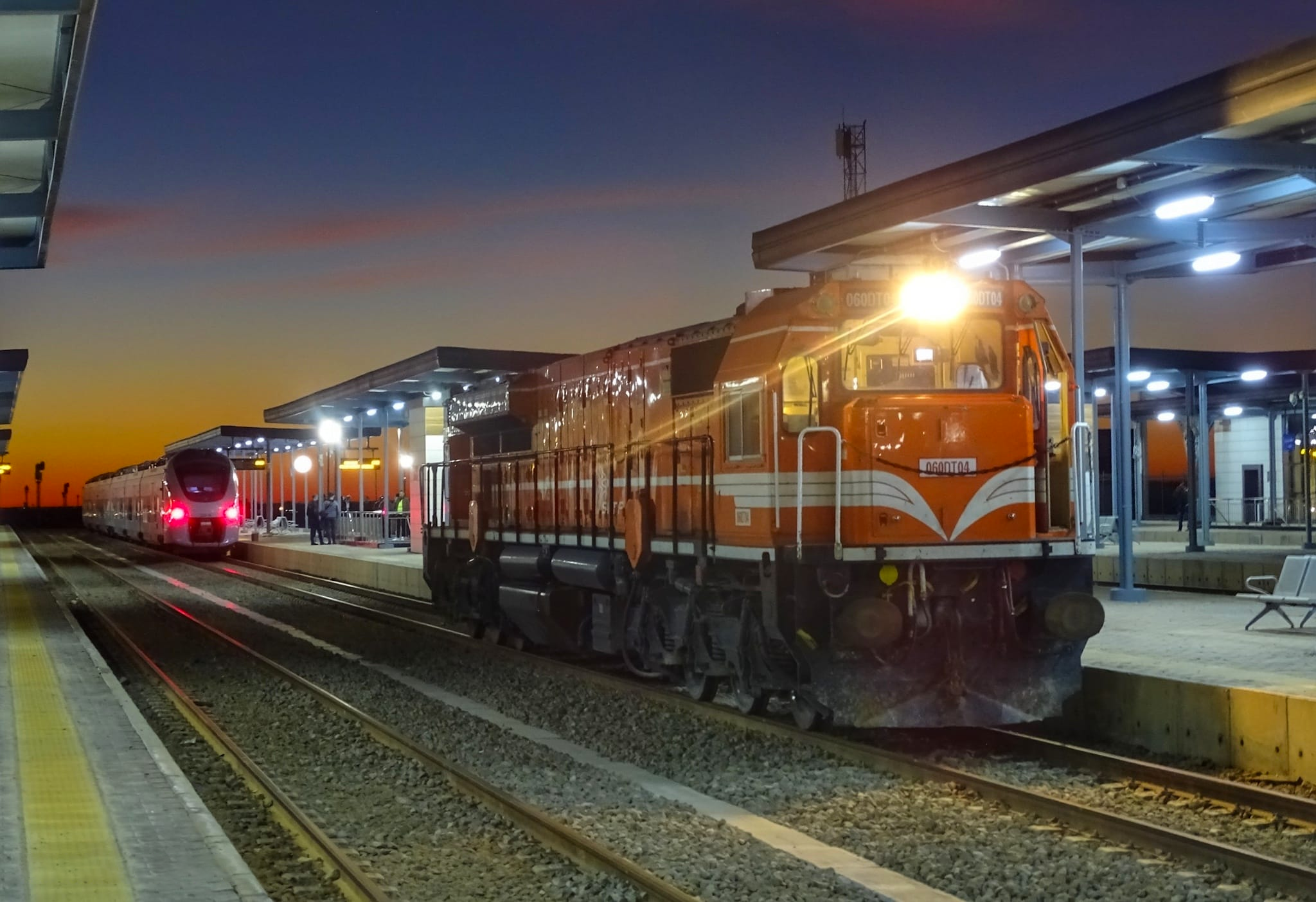
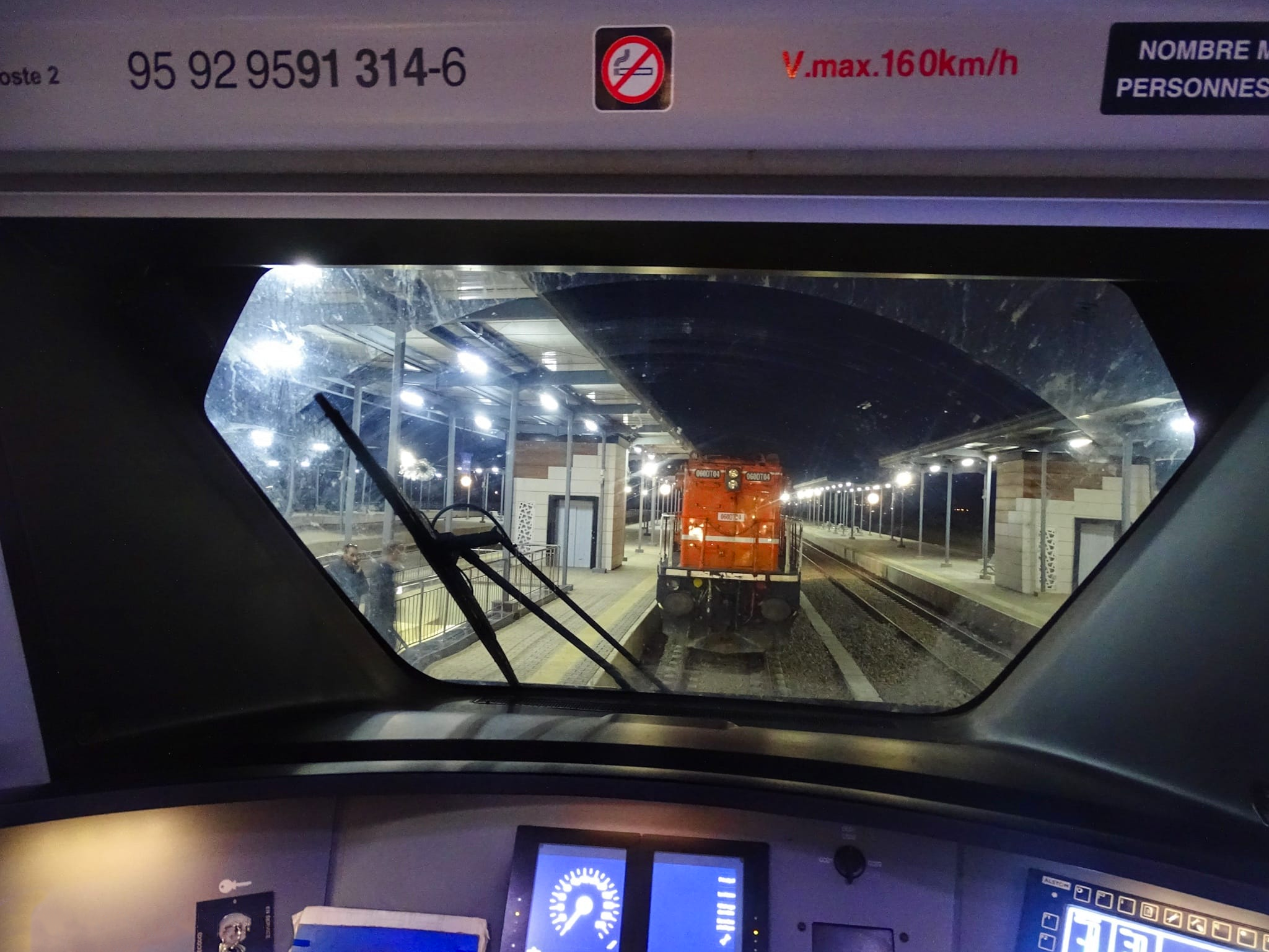

### روابط خارجية
- "SNTF". Société nationale des transports ferroviaires (SNTF). مؤرشف من الأصل في 2025-05-05..